# Pyronota festiva

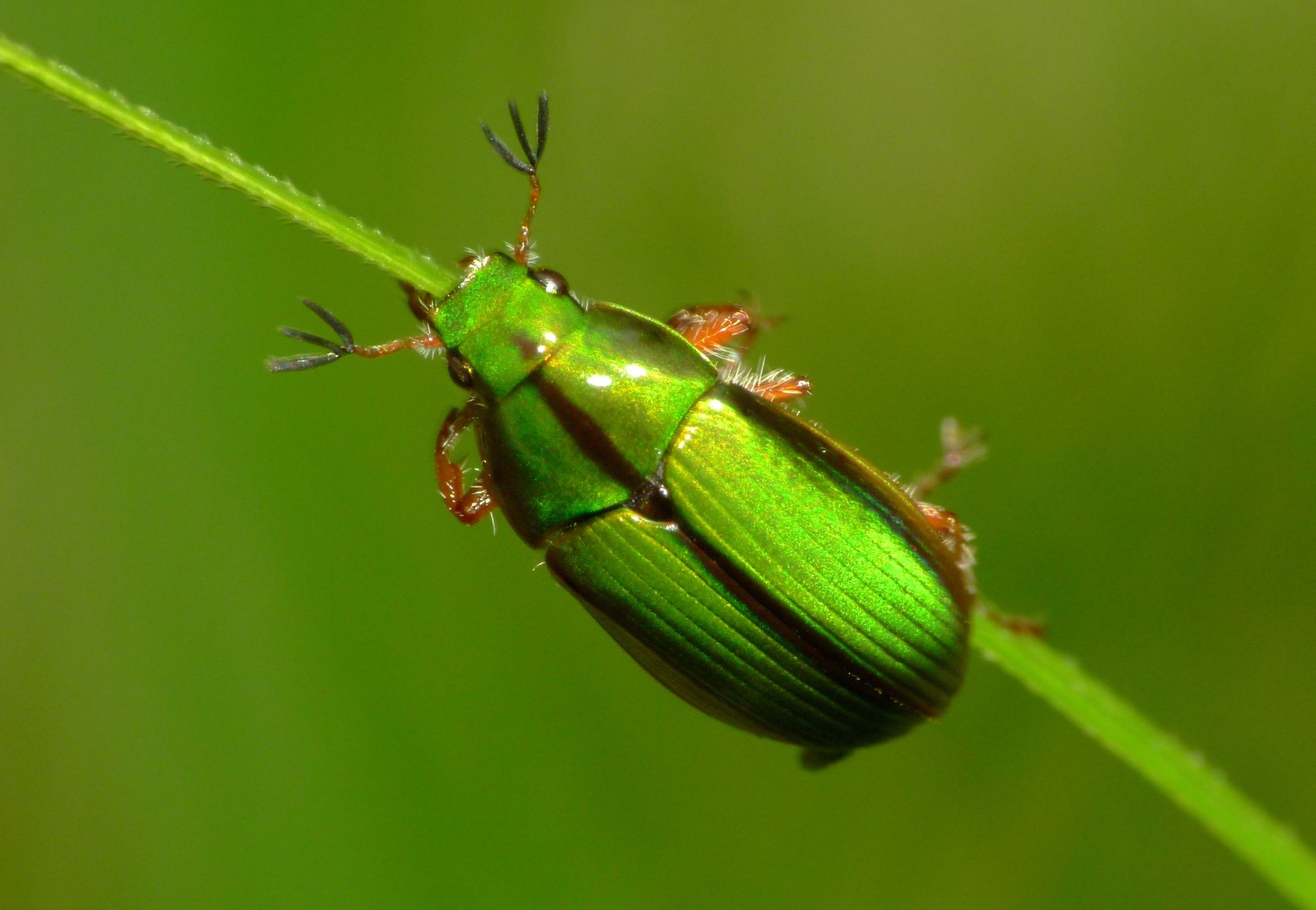
Pyronota festiva an Grashalm

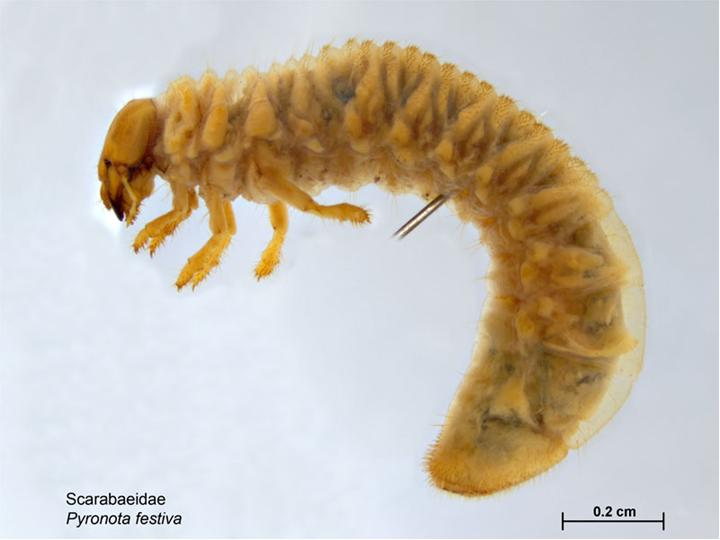
Engerling von Pyronota festiva

Pyronota festiva, zuweilen auch als Manuka-Käfer bezeichnet, ist eine in Neuseeland vorkommende Käferart aus der Familie der Blatthornkäfer (Scarabaeidae). In der maorischen Sprache wird der Käfer Mānuka genannt. Der Trivialname bezieht sich auf die Südseemyrte oder Manuka (Leptospermum scoparium), deren Wurzeln eine wesentliche Nahrung der Larven darstellen.

## Merkmale
Die Käfer erreichen eine durchschnittliche Körperlänge von 10 Millimetern. Die Oberseite ist in den meisten Fällen metallisch grün, zuweilen auch bräunlich oder glänzend goldfarben, selten rötlich. Die Körperunterseite ist rotbraun. An den Deckflügeln heben sich dunkelbraune bis schwarze Seitenstreifen ab, die bei zusammengeklappten Flügeln eine dunkle Mittellinie bilden. Diese erstreckt sich bis über den Prothorax. Auf den Deckflügeln verlaufen viele flache Längsrippen. Die Hinterflügel sind unter den Deckflügeln zusammengefaltet, in Ruhestellung nicht sichtbar und werden nur zum Fliegen bei angehobenen Deckflügeln entfaltet. Der Kopf hat eine nahezu quadratische Form. Die Fühler des Käfers sind mehrblättrig und werden oft zu drei Abschnitten entfaltet. Die rotbraunen Beine sind mit Stacheln und weißen Borsten versehen, die kräftigen und stark gekrümmten Krallen sind gabelförmig ausgebildet.
Die gelbliche Larve hat die für Melolonthinae typische C-Form eines Engerlings.

## Ähnliche Arten
In Neuseeland ist mit Pyronota setosa eine zweite Art aus der Gattung Pyronota vorhanden. Der Streifen auf dem Rücken ist bei Pyronota setosa golden, bei Pyronota festiva hingegen dunkelbraun.

## Vorkommen und Lebensraum
Pyronota festiva kommt in Neuseeland endemisch vor. Die Tiere leben auf Gras- und Weideflächen und in Regionen, wo Südseemyrten wachsen.

## Pyronota festivaals Schädling
Pyronota festiva tritt zuweilen auf landwirtschaftlich genutzten Flächen schädlich auf, da die Larven das Wurzelwerk von Pflanzen fressen, die dadurch absterben. Besonders schädlich sind sie auf Viehweiden. Eine Bekämpfung der in der Erde lebenden Larven ist nicht einfach. Unterschiedliche Methoden zur Vernichtung der Larven werden angewendet. Mit dem Einsatz von Diazinon wird versucht, die Larven mit einem Insektizid zu bekämpfen. Eine andere Methode ist der Einsatz von Beauveria-Arten, die zu den anamorphen Schlauchpilzen zählen. Versuche mit Beauveria brongniartii, die die Larven parasitieren, verliefen vielversprechend. Schwierig bei allen verwendeten Bekämpfungsmitteln ist es, eine großflächige und vollständige Verteilung des verwendeten Mittels im befallenen Erdboden zu erreichen.

## Lebensweise
Die Imagines von Pyronota festiva sind schwerpunktmäßig im neuseeländischen Sommer zwischen November und Januar anzutreffen. Sie sind oftmals an Blüten zu finden, wo sie auch zur Bestäubung der Pflanzen beitragen. Die Weibchen legen nach der Begattung eine Vielzahl von Eiern in den Erdboden, in der Hauptsache in Tiefen von bis zu zehn Zentimetern. Die Entwicklung der Larven folgt einem zweijährigen Lebenszyklus, wobei sie den ersten Winter im ersten und zweiten und den zweiten Winter im dritten Larvenstadium durchlaufen. Die Larven halten sich überwiegend ca. vier Zentimeter unter der Erdoberfläche auf und fressen unmittelbar unter der Rasenmatte.

## Besondere Verwendungen
Die Ureinwohner Neuseelands, die Māori pflegen eine teilweise entomophagische Ernährung. Zu den verzehrten Insekten zählen auch die Käfer und Larven von Pyronota festiva. Die Māori sind außerdem der Ansicht, dass die Tiere für medizinische Zwecke verwendet werden können, da ihnen antiseptischen Eigenschaften sowie die Fähigkeit, Fieber und Magenschmerzen zu senken, zugeschrieben werden.
Zwischen November und Januar bevölkern Manuka-Käfer zuweilen in großer Zahl die Büsche am Rand von Wasserflächen und werden infolge heftiger Winde teilweise auf die Wasseroberfläche geweht, wo sie sogleich von den auf Nahrung lauernden Forellen geschnappt werden. Dieses Verhalten haben sich Fliegenangler zunutze gemacht, indem sie Manuka-Käfer-Köder geschaffen haben, die den grünen Käfern ähneln und mit denen sie erfolgreich Follen fangen.